# Parque Marinho Professor Luiz Saldanha
O Parque Marinho Professor Luiz Saldanha é uma reserva marinha, integrante do Parque Natural da Arrábida. Localiza-se ao longo de 38 km da costa sul da Península de Setúbal, entre a praia da Figueirinha, na saída do estuário do Sado e a praia da Foz a norte do Cabo Espichel.
O parque foi criado em 1998 através do DR. Nº 23/98 de 14 de Outubro, e abrange cerca de 53 km². Engloba uma área de grande biodiversidade animal e vegetal, acolhendo mais de 1400 espécies, de destacar o salmonete, o sargo, a craca ou o caranguejo-verde.
O nome do parque foi atribuído em homenagem a Luiz Saldanha, biólogo e oceanógrafo, professor da Faculdade de Ciências da Universidade de Lisboa, que dedicou parte da sua carreira científica ao estudo da costa da serra da Arrábida. O professor Luiz Saldanha chegou mesmo a sugerir a criação de uma reserva marinha nesta região, em 1965, ao Ministério da Marinha, que não acedeu ao apelo. Somente 33 anos depois, em 1998, finalmente foi criado o parque marinho.
Desde finais do século XIX que a costa da Arrábida, graças à sua riqueza natural única, desperta o interesse de biólogos e oceanógrafos. O Rei D. Carlos concentrou muitas das suas pesquisas oceanográficas a bordo do Yacht Amélia nesta região. Seguiu-se o naturalista Luiz Gonzaga do Nascimento, que reuniu uma vasta colecção de peixes e invertebrados marinhos que se encontra exposta no Museu Oceanográfico de Setúbal, no Portinho da Arrábida. Outro nome incontornável no estudo científico desta costa é também o de Luiz Saldanha, que deu nome ao parque, já referido anteriormente.
O parque apresenta fundos diversificados, rochosos e arenosos, com profundidades até 100 metros. Possui zonas abrigadas, como enseadas na base das escarpas costeiras, e zonas de forte ondulação, como junto ao Cabo Espichel. A elevada diversidade animal pode facilmente ser observada junto às rochas, onde são frequentes as anémonas, as estrelas-do-mar, ouriços-do-mar e crustáceos. A variabilidade de peixes é também surpreendente e inclui espécies que, por não serem alvo de pesca, são muito pouco conhecidas, o que torna este ecossistema marinho dos mais ricos a nível nacional e europeu. Ainda de assinalar, é a fauna marinha na Pedra da Anicha ao largo do Portinho da Arrábida, com a baía costeira a ser uma importante zona para criação e manutenção da fauna marinha do Atlântico Norte. A flora submarina tem igualmente características de assinalável importância ecológica.
O parque marinho compreende diferentes tipos de áreas de protecção ambiental. Possui uma área de Protecção Total com 4 km² (10% da área do parque) onde não é permitido qualquer tipo de pesca (entre os cabos Lagosteiros e ponta de São Pedro na base da Serra do Risco). Quatro áreas de Protecção Parcial com um total de 21 km² (40% da área do parque), com restrições à pesca com armadilhas e linhas (baías entre a Figueirinha e o Portinho da Arrábida, áreas contíguas à Protecção Total entre Alpertuche a nascente e ribeira da Meia Velha a poente e área do Cabo Espichel entre a praia de Cramesines na Azoia e a praia dos Lagosteiros na costa ocidental). Três áreas de Protecção Complementar com um total de 28 km² (50% da área do Parque) onde apenas embarcações licenciadas podem operar.